# ФК Академик (Сливен)
Вижте пояснителната страница за други значения на Академик.
ФК „Академик“, Сливен е създаден през 1929 г.
Първоначалното име на отбора е било ФК Шипка, но от 1933 г. е „Асеновец“ до 1949 г. През 1949 г. отборът приема името Спортен клуб на народната армия „Академик“, Сливен и преминава към Българската народна армия. През годините отборът сменя още редица имена като:
- Армейско дружество „Академик“,
- АД „Септемврийско знаме“,
- ДНВ „Академик“,
- ДНА „Червено знаме“,
- ДНВ „Армеец“,
- АФД „Армеец“.

През 1990 г. клубът си връща името „Академик“. През 1997 г. престава да съществува поради финансови причини. Дейност развива само клубът по борба.
Основните цветове на отбора са небесносиньо и бяло.

## Стадион
Стадионът, на който ФК „Академик“ е играл мачовете си, се казва „Армеец“, но повечето местни хора го знаят като Военния стадион Той се намира в източната част на града. Капацитетът му е 5000 седящи места. На него отборът на Сливен е играл домакинските си мачове през 1979/80 г. в А група.

## Успехи
- 5-и в Държавното първенство през 1937 г.
- шампион на югоизточата Б група през 1975/76 г.
- 1/4 финалист в турнира за Купата на Съветската армия през 1975/76 г.